# Astronomy & Astrophysics
Pour les articles homonymes, voir A&A.
Astronomy & Astrophysics (abrégé A&A) est une revue scientifique européenne avec comité de lecture publiant des articles dans les domaines de l’astronomie et de l’astrophysique. A&A publie des articles théoriques, observationnels et instrumentaux. Il est publié par Springer Verlag de 1969 à 2000, tandis que EDP Sciences publiait le journal compagnon A&A Supplement Series. En l’an 2000, les deux journaux fusionnent sous le nom d'Astronomy & Astrophysics, toujours publié par EDP Sciences. Le copyright du journal appartient à l’Observatoire européen austral.
D'après le Journal Citation Reports, le facteur d'impact de ce journal est de 6,240 en 2021.

## Histoire
A&A est créé de la fusion en 1969 de six journaux d'astronomie européens importants:
- Annales d'astrophysique  (ISSN 0365-0499) (France), fondées en 1938
- Arkiv for Astronomi  (ISSN 0004-2048) (Suède), fondé en 1948
- Bulletin of the Astronomical Institutes of the Netherlands  (ISSN 0365-8910), (Pays-Bas), fondé en 1921
- Bulletin astronomique  (ISSN 0245-9787) (France), fondé en 1884
- Journal des observateurs  (ISSN 0368-3389) (France), fondé en 1915
- Zeitschrift für Astrophysik  (ISSN 0372-8331) (Allemagne), fondé en 1930

En 1992, A&A incorpore un journal supplémentaire : le Bulletin of the Astronomical Institutes of Czechoslovakia  (ISSN 0004-6248), fondé en 1947.
Le tournant du siècle apporte des changements importants à la revue. En 2001, un nouveau contrat est signé avec EDP Sciences, qui a remplacé Springer en tant que maison d'édition. Des numéros spéciaux présentant les résultats de grands relevés astronomiques et de missions spatiales telles que XMM-Newton, Planck, Rosetta et Gaia sont introduits.
La structure éditoriale de la revue est profondément modifiée en 2003  et 2005  pour impliquer davantage de pays dans le processus éditorial et mieux gérer le nombre croissant de soumissions d'articles et de lettres. Des critères précis de publication dans Astronomy & Astrophysics sont explicités en 2004. La correction de l'anglais des articles est introduite en 2001 pour prendre en compte la diversité des auteurs de la revue. Une enquête approfondie auprès des auteurs menée en 2007  montre un consensus positif à l'égard des nouvelles orientations de la revue, même si l'utilisation de résumés structurés  fait débat.
L'évolution de l'édition électronique entraîne l'extinction de la série des Suppléments, qui est incorporée à la revue principale dès 2001, et de l'édition imprimée en 2016. La section Notes de recherche est également supprimée en 2016.
En 2023, A&A annonce l'introduction de liens entre les articles et les jeux de données ESO correspondants.
Le bureau éditorial de la revue, situé à l'Observatoire de Paris, est supervisé par le rédacteur gérant. Il traite plus de 2 000 papiers par an.
Une archive des articles publiés et du matériel connexe est conservée par le Centre de données astronomiques de Strasbourg.
A&A est désormais l’un des grands journaux utilisés dans la recherche en astronomie, avec The Astrophysical Journal, The Astronomical Journal et MNRAS. Tandis que les deux premiers sont préférés par les Américains, et le troisième est anglais, A&A a tendance à être préféré par les Européens continentaux, en partie parce que les astronomes travaillant dans un des pays membres peuvent publier gratuitement des articles de 30 pages ou moins (ce qui n’est pas le cas des journaux américains). Pour tous les autres cas, le coût de publication est de 100 € par page (25 € par page annexe pour les articles longs).

## Pays membres
Les pays membres à l’origine du journal sont les pays des journaux fusionnés : France, Allemagne, Pays-Bas et Suède, avec également la Belgique, le Danemark, la Finlande et la Norvège. L’ESO participe aussi comme « pays membre ». Plus tard, la Norvège s’est retirée, tandis que l’Autriche, la Grèce, l’Italie, l’Espagne et la Suisse se sont jointes. Avec la fin du communisme, les pays de l’est de l’Europe devinrent membres également : la Tchéquie, la Hongrie, la Pologne et la Slovaquie, ont adhéré en 1990. En 2001, les mots A European Journal (Un journal européen) sont enlevés de la couverture pour marquer le caractère mondial du journal A&A. En 2002, l’Argentine est admise comme « observatrice ». En 2004, le bureau éditorial décide que « A&A considérera les inscriptions pour être membre de n’importe quel pays dans le monde qui possède une excellente recherche en astronomie ». Ainsi, en 2005, l’Argentine devient le premier pays non européen à être un membre à part entière. Le Brésil, le Chili et le Portugal sont depuis devenus des membres à part entière.

### Membres actuels
En mai 2023, il y a 28 membres contributeurs, un membre institutionnel non contributeur (l'ESO) et deux observateurs :
- Allemagne (1969, fondateur)
- Argentine (2005, premier membre hors d'Europe)
- Arménie
- Autriche
- Belgique (1969, fondateur)
- Bulgarie
- Brésil (2006, mais retrait en 2016)
- Chili (2006)
- Croatie
- Danemark (1969, fondateur)
- ESO
- Espagne
- Estonie
- Finlande (1969, fondateur)
- France (1969, fondateur)
- Géorgie (observateur)
- Grèce
- Hongrie (1990)
- Irlande
- Italie
- Lituanie
- Norvège
- Pays-Bas (1969, fondateur)
- Pologne (1990)
- Portugal
- Serbie
- Slovaquie (1990)
- Suède (1969, fondateur)
- Suisse
- Tchéquie (1990)
- Ukraine
- Uruguay (observateur)

## Accès libre
Avant 2022, le numéro le plus récent d’A&A était disponible gratuitement pour les lecteurs. Les auteurs avaient la possibilité de payer des frais de traitement d'articles (APC) pour un accès libre immédiat et permanent. De plus, toutes les lettres à l'éditeur et tous les articles publiés dans les sections 12 à 15 étaient en accès libre et sans frais pour les auteurs. Les articles des autres sections de la revue ont été mis à disposition gratuitement 12 mois après la publication (en libre accès différé), via le site de l'éditeur et via l'Astrophysics Data System.
Depuis début 2022, Astronomy & Astrophysics est publié en libre accès complet sous le modèle Subscribe to Open (S2O) (en).

## Présidentes et présidents du conseil d'administration
- 2023 - : A. Kučinskas
- 2022-2023 : W.J. Duschl
- 2016-2022 : A.Moitinho
- 2014-2016 : J.Lub
- 2011-2013 : B. Nordström
- 2010 : KS. de Boer
- 2005-2009 : G.Meynet
- 1999-2004 : Aa. Sandqvist
- 1993-1998 : A. Maeder
- 1979-1992 : G.Contopoulos
- 1969-1978 : A. Blaauw

## Rédactrices et rédacteurs en chef
- 2012 - : Journal principal : Thierry Forveille ; Lettres : João Alves (remplace Malcolm Walmsley en 2013)
- 2006 - 2011 : Revue principale : Claude Bertout ; Lettres : Malcolm Walmsley
- 2004 - 2005 : Journal principal : Claude Bertout ; Lettres : Peter Schneider
- 1999 - 2003 : Revue principale : Claude Bertout, Harm Habing ; Lettres : Peter Schneider
- 1996 - 1998 : Revue principale : James Lequeux, Harm Habing ; Lettres : Peter Schneider (à partir de 1997)
- 1986 - 1995 : Revue principale : James Lequeux, Michael Grewing ; Lettres : Stuart Pottasch
- 1986 - 1988 : Revue principale : Françoise Praderie, Michael Grewing ; Lettres : Stuart Pottasch
- 1983 - 1985 : Revue principale : Catherine Cesarsky, Michael Grewing ; Lettres : Stuart Pottasch
- 1981 - 1982 : Revue principale : James Lequeux, Michael Grewing ; Lettres : Stuart Pottasch
- 1979 - 1980 : Revue principale : James Lequeux, Hans-Heinrich Voigt ; Lettres : Stuart Pottasch
- 1975 - 1978 : Revue principale : Jean Heidmann, Hans-Heinrich Voigt ; Lettres : Stuart Pottasch (à partir de 1976)
- 1973-1974 : Jean Heidmann, Stuart Pottasch
- 1969 - 1972 : Jean-Louis Steinberg, Stuart Pottasch.

## Equipe rédactionnelle actuelle
- Rédacteur en chef : Thierry Forveille (Observatoire de Grenoble, France)
- Rédacteur en chef associé : Joao Alves[16] (Université de Vienne, Autriche)
- Rédacteur gérant : David Elbaz (CEA Saclay, France)
- Rédacteurs associés : 
  - Sergio Campana (Observatoire astronomique de Brera, Italie)
  - Françoise Combes (Observatoire de Paris, France)
  - Zhanwen Han (en), (Observatoire astronomique du Yunnan (en), Académie chinoise des sciences, Chine)
  - Rubina Kotak (Observatoire de Tuorla, Finlande)
  - Emmanuel Lellouch (Observatoire de Paris, France)
  - Dante Minniti (Universidad Andres Bello, Chili)
  - David Mouillet (Observatoire de Grenoble, France)
  - Benoît Noyelles (Université de Franche-Comté, France)
  - Laura Pentericci (Observatoire de Rome, Italie)
  - Maurizio Salaris (Université de Liverpool John Moores, Royaume-Uni)
  - Steven N. Shore (Université de Pise, Italie)
  - Mario Tafalla (Observatoire astronomique national (en), Espagne)
  - Yannis Zouganelis (Agence spatiale européenne, Espagne)[17]